# 천리안 소동
천리안 소동(千里眼騒動)은 메이지 40년대(1900년대 말-1910년대 초) 일본의 사회상황・학술상황에서 초심리학에 관한 공개실험 및 진위논쟁이 벌어졌던 일련의 소동을 말한다.
천리안・염사 등의 초능력을 가지고 있다고 주장한 미후네 치즈코・나가오 이쿠코 등의 자칭 초능력자들과 동경제국대학의 후쿠라이 토모키치・경도제국대학의 이마무라 신키치 등 학자들이 중심 인물이었다.

## 미후네 치즈코 사건
쿠마모토현 태생의 미후네 치즈코는 1909년(메이지 42년) 23세 때 “천리안” 능력자로 주목받았다. 그 능력을 발견한 것은 미후네의 형부인 최면치료사 키요하라 타케오(清原猛雄)였다. 메이지 30년대 중반 일본에는 최면술 붐이 일어나 키요하라와 같은 민간요법사가 다수 존재했다. 미후네는 친정을 나와 키요하라 집안에서 천리안으로 체내투시를 하는 ＂치료”를 하게 되었다. 같은 해 8월 14일, 『동경아사히신문』에서 미후네가 “불가사의한 투시법”으로 경도제대 전 총장 키노시타 히로지의 진료를 보았다고 보도했다.
이듬해 1910년(메이지 43년) 2월 19일, 쿠마모토현을 방문한 경도제대 교수 이마무라 신키치가 카드를 이용한 투시 실험을 했더니 높은 적중률을 얻었다. 동년 4월 9일, 경도제대의 후쿠라이 토모키치와 이마무라 둘이서 쿠마모토를 방문하여 보다 엄중하게 봉인된 카드로 실험을 했지만, 이 때는 실패했다. 하지만 그 후 방법을 바꿔서 실험을 했더니 적중하였다. 4월 25일 동경으로 돌아온 후쿠라이가 동경제대에서 실험 결과를 보고하여 일약 각광을 받았다.
9월 14일, 상경한 미후네를 데리고 당대의 과학자, 언론인들을 불러모아 공개실험이 진행되었는데, 시험물 바꿔치기 사건이 일어나 문제의 천리안 능력의 진위는 답이 나지 않았다. 이듬해 9월 15일과 9월 17일에 소수의 관계자를 모아 미후네가 잘 하는 방법으로 재실험을 실시하자 좋은 결과가 나왔지만, 학자들의 반응은 한발 물러서 냉랭한 논조로 일관했다.
미후네는 실험을 할 때 다른 사람이 같은 방에 들어오는 것을 거부했다. 맹장지 너머 옆방에 들어가는 것은 인정하였지만 그럴 경우 시종일관 등을 돌리고 앉았다. 그래서 미후네의 손이 임석자의 눈에 보이지 않았기 때문에, 후쿠라이 등을 신뢰하는 사람들의 입장에서도 의혹을 불식시킬 수 없었다.
결국 미후네는 쿠마모토로 귀향한 뒤 1911년(메이지 44년) 1월 19일 자살했다. 사후 나가오 이쿠코 사건 때 이미 죽은 미후네도 불려나와 대중의 욕을 먹었다.

## 나가오 이쿠코 사건
나가오 이쿠코는 카가와현 마루가메의 판사였던 나가오 요키치(長尾与吉)의 아내로, 당시 40세였다. 나가오는 몇 해 전부터 재해 등의 예언이 적중한다고 해서 가까운 사람들에게 주목을 받았다. 그러던 중 미후네 치즈코에 관한 일련의 보도를 접하면서 같은 실험을 실시한 결과 훌륭하게 적중하였다고 후쿠라이의 귀에 나가오의 정보가 들어갔다.
후쿠라이와 이마무라는 1910년 11월 12일 나가오 이쿠코에게 처음 실험을 실시했다. 나가오는 미후네와 달리 동석자와 마주보는 위치에서 투시를 적중시켰다. 또한 실험 방법에서도 미후네와 다른 수단이 사용되었는데, 그것이 바로 후쿠라이가 고안한 사진건판을 이용하는 것, 소위 “염사”였다. 후쿠라이는 미후네에게도 염사 실험을 시도했지만 성공하지 못했다. 이후 후쿠라이 등은 미후네는 잊어버리고 마루가메에서 나가오를 중심으로 활동하게 되었다.
1911년 1월 4일, 마루가메의 나가오 자택에서 동경제국대학 전 총장 야마카와 켄지로가 동석한 투시・염사 실험이 수행되었다. 야마카와는 나가오가 투시할 문자를 쓰는 장소로 특정한 방을 요구하거나(야마카와가 그 방에서 몸을 방패삼아 가로막은 문자를 나가오는 투시할 수 없었다), 한 번 뜯으면 개봉여부를 알 수 있도록 야마카와가 세팅해 둔 봉투에 개봉 흔적이 발견되는 등 수상한 점이 너무 많다고 지적하였다. 야마카와가 참여한 실험에서는 실험 하나하나에 의미를 부여하여 투시가 맞을 때와 맞지 앟을 때가 어떤 조건이었는지 알아낼 수 있도록 계획되어 있었다. 그리고 투시가 맞았을 때는 모두 소매로 가리지 않고 썼을 때나, 앞서 언급한 것과 같은 수상한 점이 발견되었을 때 뿐이었다.
같은 해 1월 12일의 실험에서도 방해 행위가 있었던 것이 보도되었는데, 그 방해자로서 나가오 집안에 투숙하면서 나가오 이쿠코와 친밀했던 최면술사 요코세 타쿠유키(横瀬琢之)의 이름이 거론되었다. 이에 따라 세간의 관심은 나가오와 요코세의 불륜 의혹이라는 가십으로 옮겨가 버렸고, 천리안, 염사의 진위여부 검증은 뒷전으로 밀려나 버렸다. 그러다 2월 26일 나가오 이쿠코가 병사했다.
야마카와는 같은 해 안에 사진을 첨부한 실험결과를 공표하여, 속임수에 불과한 것이라고 결론내렸다.

## 종결
그 결과, 초능력자 연구에 종사했던 과학자들도 언론의 공격 대상이 되었다. 결국 연구자들이 “천리안은 과학이 아니다”라는 견해를 공표하면서 일방적인 종결 선언으로 소동이 막을 내렸다.
미후네가 처음 각광을 받은 후 일본 각지에 출현한 다른 “천리안” 능력자들도 속임수를 쓴 일종의 마술사에 불과하다는 꼬리표가 달려 세간의 비난을 받았다. 가장 유명한 미후네와 나가오는 죽은 후에도 유족이 비난을 받을 지경이었다.
후쿠라이는 사이비과학자라는 공격을 받아 동경제대를 사직했다. 그 후로도 포기하지 않고 타카하시 사다코・미타 코이치 등 다른 천리안 능력자들을 이요한 실험을 거듭했다. 그러나 이후의 실험들은 미후네나 나가오 때와 같은 공개실험이 아니었고, 후쿠라이 자신도 과학적 수법으로는 천리안 능력을 실증할 수 없다고 공언하게 되어 『심령과 신비세계』라는 책을 쓰는 등, 과학자이기를 포기하고 은비학으로 급속히 추락해갔다.
이 자칭 초능력자 여성들은 소설・영화 『링』의 야마무라 사다코・시즈코 모녀의 모델이 되었다.

## 참고 자료
- 福来友吉『透視と念写』宝文館、1913年
- と学会他『トンデモ超常現象99の真相』洋泉社、1997年
  - 宝島社〈宝島文庫〉、2006年 ISBN 4796618007
- 小池壮彦『心霊写真』宝島社〈宝島社新書〉、2000年、ISBN 4796617248
- 安斎育郎『不思議現象の正体(トリック)を見破る―超能力や心霊現象に、人はなぜ騙されるのか』河出書房新社〈KAWADE夢新書〉、2001年 ISBN 4309502202
- 寺沢龍『透視も念写も事実である　福来友吉と千里眼事件』草思社、2004年 ISBN 4794212747
- 長山靖生『千里眼事件　科学とオカルトの明治日本』平凡社〈平凡社新書〉、2005年 ISBN 4582852998